# Joseph Albo
Joseph Albo est un rabbin et théologien espagnol du XVe siècle, principalement connu pour avoir écrit le Sefer Haikkarim, le Livre des Principes (de la foi juive). Il s'agit d'une œuvre de polémique, défendant le Judaïsme tant contre le Christianisme que contre le criticisme philosophique.
On tient généralement Monréal, en Aragon, pour la ville où il naquit et vécut. Astruc, dans sa relation de la disputation de Tortosa, qui se tint en 1413-14, mentionne Joseph Albo comme l'un des participants, en précisant qu'il représentait la congrégation de Monréal (selon d'autres versions, Daroca). Cependant, le compte-rendu latin ne mentionne pas la localité.
Ses repères biographiques sont également source d'incertitude : Graetz pense qu'Albo n'avait pas plus de 30 ans lors de cette disputation, et estime donc l'année de sa naissance à 1380 au plus tard. L'année de sa mort est située entre 1430 et 1444 par les différentes sources. Une source le décrit néanmoins en train de faire un sermon à Soria en 1433.
Joseph Albo faisant abondamment usage d'illustrations médicales dans ses discours, on peut supposer qu'il pratiquait la médecine. Il était également versé dans les écrits des Aristotéliciens musulmans. Son maître était Hasdaï Crescas, l'auteur de Or Hashem.

## Sefer haIkkarim
La composition de cet ouvrage s'étale sur plusieurs périodes. La première partie, publiée comme ouvrage indépendant, contient l'essentiel de la pensée d'Albo. C'est en réaction aux critiques qui plurent sur lui lors de la publication qu'il se sentit obligé d'y ajouter la suite
Dans la préface à la seconde partie, il s'en prend aux critiques : « Celui qui voudrait  critiquer un livre devrait, par-dessus tout, connaître la méthode employée par son auteur, et juger tous les passages se rapportant à un sujet dans leur ensemble. » Il fustige ce qu'il ressent comme étant l'impudente et imprudente procédure des jugements qui se sont tenus sur un auteur sans avoir en mémoire ces principes élémentaires de la critique.
Parmi toutes les accusations, on notera celle de plagiat des idées de Hasdaï Crescas que Joseph Albo se serait approprié sans le citer. Néanmoins, un examen pertinent du texte invalide cette assertion : Hasdaï Crescas ayant été son maître, une certaine communauté de pensée est inévitable, à condition de ne pas dépasser certaines limites, dont Joseph Albo ne s'en est même pas approché.

### Philosophie de l'œuvre
Maïmonide avait énoncé 13 articles de la foi juive qui déterminaient qui était d'Israël, qui était apostat. Ces principes ont été, un siècle après la mort de Maïmonide, versifiés et inclus dans la liturgie. Ils sont chantés jusqu'à nos jours. 
Pourquoi Joseph Albo jugea-t-il utile de les critiquer, et de les réduire à trois ? 
1. Croyance en l'existence de Dieu ;
2. Croyance dans la révélation ;
3. Croyance dans la justice divine.

C'est que la formulation d'autres articles (que ceux-là) avait entraîné des controverses, ce qui influença tant leur sélection comme articles spécifiques à accentuer que la manière de les présenter : dans l'esprit de Joseph Albo, cette sélection se devait d'être faite dans le but de corriger ceux des articles de Maïmonide qui paraissaient appuyer malgré eux les prétentions des Chrétiens dogmatistes et polémistes.
L'énoncé des 13 articles de Maïmonide ne se départait pas lui-même d'une volonté polémique à l'encontre de certaines allégations chrétiennes ou musulmanes :  l'accent qu'il met sur l'incorporéité absolue de Dieu se comprend mieux si on la lit comme contrepied de la doctrine chrétienne de l'incarnation. Il en va de même pour sa conception messianique, et son emphase sur la constance à avoir dans la foi de sa réalisation future. 

Néanmoins, ce sujet même, le « dogme du messianisme », attisa l'angoisse des Juifs forcés de se mesurer publiquement aux champions de l'Église, et à leurs certitudes, surtout quand lesdits champions étaient des Juifs apostats ou rénégats, comme l'archevêque Paul de Santa Maria, ex-Salomon Levi, ou Geronimo de Santa Fe, ex-Joshua Lorki. Ce dernier avait été, de plus, le champion des Juifs lors de nombreuses disputations ! C'est dire s'il faisait usage de ce dogme maïmonidien du messianisme! Or, si la question de la corporéalité du Messie n'avait jamais été l'un des points majeurs de disputation avant Maïmonide, un demi-siècle après sa mort, sa doctrine messianique ayant été acceptée comme l'un des principaux articles de foi du Judaïsme, ce fut ce point qui fut le plus souvent débattu lors des disputations. 
Joseph Albo avait participé à celle de Tortosa. Il connaissait ce malaise qui ne pouvait qu'interpeller les défenseurs du Judaïsme. C'est pourquoi il n'hésita pas à éliminer la doctrine messianique des croyances fondamentales du Judaïsme. Non qu'il n'y crût pas lui-même, mais cette doctrine était bien plus facile à défendre comme corollaire de la justice divine.
Ikkar signifie principal en Hébreu. Le titre du livre dévoile d'emblée son esprit et sa méthode. Son principe conducteur est que le « bonheur humain est conditionné par la connaissance et la conduite ». Cependant, « l'intellect humain ne peut atteindre à la perfection en matière de  connaissance et de conduite éthique, car son pouvoir est fini et vite épuisé dans la contemplation des choses dans lesquelles il trouve la vérité; c'est pourquoi il doit, nécessairement, y avoir quelque chose au-dessus de l'intellect humain, chose par laquelle la connaissance et la conduite peuvent atteindre un niveau d'excellence qui n'admet pas de doute. »
En d'autres termes, l'insuffisance de l'intellect humain postule la nécessité d'une guidance divine ; il est donc du devoir de chacun de connaître la Loi donnée par Dieu. Cependant, la connaître n'est possible que si l'on a établi les véritables principes sans lesquels il ne peut y avoir de Loi divine. 
Constatant que sur ce point, pourtant capital, existent de si grandes divergences, confusions et inconsistances, Joseph Albo décide d'ériger une structure pour la vraie religion

### Les principes fondamentaux (Ikkarim)
Toute religion révélée, dit Joseph Albo, reconnaît trois principes fondamentaux. 
Cependant, l'identité de ces trois principes, c'est-à-dire le fait qu'ils soient identiques dans les religions révélées, ne pourrait-il pas amener les fidèles de chaque religion à affirmer la vérité de sa religion seule ?
Non, répond-il : ces trois principes peuvent être similaires dans leur indispensabilité à établir les religions se disant révélées, mais est seule vraie cette religion qui comprend correctement ces trois principes. Comment s'assurer de cette compréhension ? en démontrant à partir de ces trois fondements que d'autres vérités et inférences en découlent, logiquement. A moins d'accepter toutes ces inférences, une religion se disant révélée ne peut être considérée comme telle.
Le Judaïsme, dit Joseph Albo, s'appuie non seulement sur les trois principes fondamentaux mais en outre, il accepte les corollaires et dérivées. En conséquence, le Judaïsme est la vraie religion révélée. En aboutissant à cette conclusion, Joseph Albo a également atteint le but pour lequel il a mené cette enquête.

### Terminologie
Joseph Albo introduit une terminologie originale, probablement de sa composition. La foi est un arbre, dont les trois Ikkarim (Principes) sont les racines. Dès lors, les huit vérités nécessaires qui en dérivent (sans la reconnaissance et l'application desquels une religion ne peut prouver son caractère révélé) sont les shorashim, racines secondaires. Tant les Ikkarim que les shorashim sont indispensables à la subsistance du tronc de l'arbre. Les rameaux (anafim), en revanche, ne font pas partie de cette catégorie.
Les coutumes religieuses juives, dont il existe un grand nombre, comme dans toutes les religions, font partie de l'arbre, elles attestent de sa vivacité et de sa diversité, mais elles pourraient être détachées de l'arbre ou s'éteindre, sans que le tronc ne soit affecté.
Les trois Ikkarim étant les mêmes dans toutes les religions, l'auteur les nomme parfois Ikkarim kolelim (les principes, ou racines, universel(le)s). 
Les huit shorashim sont parfois appelés Ikkarim peraṭyim, mais cette terminologie est inconstante au long du livre.

### Flexibilité religieuse
Bien qu'il trouve matière à critiquer ses prédécesseurs, son maître y compris, l'auteur lui-même a bien du mal à échapper aux accusations d'hérésie. Il se fixe en effet pour mission d'établir les limites où le scepticisme ne peut plus se manifester au sein du judaïsme sans risquer d'abandonner l'orthodoxie. Son critère pour distinguer l'apostat (kofer) du croyant dans l'erreur (to'è) est que le premier, contrairement au second, remet volontairement en doute la vérité de la Torah.
Ceci permet une remarquable liberté d'interprétation, au point qu'en se fiant aux théories de Joseph Albo, il serait difficile de remettre en doute l'orthodoxie du plus libéral des Juifs réformés. Par exemple, Joseph Albo rejette l'assertion que la croyance en la creatio ex nihilo est fondamentale, comme l'affirme Nahmanide. Il attaque aussi Maïmonide et Hasdaï Crescas, affirmant qu'aucun des deux ne s'en tient à son critère fondamental, l'absolue indispensabilité d'un principe sans lequel le tronc ne pourrait survivre. Et en vertu de cela, il rejette le gros de leur credo.

## Principes fondamentaux et vérités dérivées
Du premier Ikkar, la croyance en l'existence de Dieu, le Rav tire quatre shorashim : 
1. L'unité de Dieu
2. Son incorporéalité
3. Son indépendance du temps
4. Sa perfection : Il est sans faiblesse ni défaut.

Du second Ikkar, la croyance dans la révélation, c'est-à-dire la communication des instructions divines de Dieu à l'homme, proviennent 3 shorashim :
1. Les prophètes Hébreux sont les médiums de la révélation divine.
2. Moïse fut unique dans la grandeur au sein des prophètes.
3. La validité de la loi mosaïque, qui ne pourra être changée tant qu'une autre ne sera publiquement divulguée et proclamée devant six cent mille hommes (qui pourront attester de son caractère divin). Aucun prophète ultérieur ne peut en conséquence abroger cette Loi.

Enfin, du troisième Ikkar, la croyance en la justice divine, dérive un shoresh : la croyance en une résurrection corporelle.
Selon Joseph Albo, la croyance en la venue du Messie n'est donc pas une croyance fondamentale, fondatrice. De même, bien que chaque prescription a le pouvoir de conférer le bonheur par son observance, il n'est pas vrai que chaque loi doit être observée, ni qu'un Juif s'expose à la violation de l'Alliance ou à la damnation en négligeant, totalement ou en partie, une de celles-ci.

## Publication des Ikkarim
La première édition des Ikkarim apparut à Soncino en 1485; une autre édition eut lieu à Fribourg en 1584, et s'accompagnait d'un commentaire intitulé Ohel Ya'akov, rédigé par Jacob ben Samuel Koppelman ben Bounam, de Brzesc. Une autre édition, avec le commentaire de Guedaliah ben Solomon Lipschitz, a vu le jour à Venise en 1618.
Les éditions ultérieures virent leur critique du credo chrétien (Livre III, chap 25 et 26) censurées, et Gilbert Génébrard écrivit une réfutation du livre avec d'intéressantes remarques. Cette réfutation fut publiée avec son propre commentaire par le Juif baptisé Claudius Mai à Paris en 1566. 
Les Ikkarim ont également été traduits en Allemand par le Dr. W. Schlesinger, rabbin de Sulzbach, avec une introduction par son frère, L. Schlesinger. Le livre a été publié à  Francfort-sur-le-Main en 1844.
L'édition critique des Ikkarim a été publiée par Isaac Husik (en) à Philadelphie en 1929, accompagnée d'une traduction en anglais en regard (réédition en 1946).